# She Watched the Sky
She Watched the Sky è l'EP di debutto del gruppo musicale statunitense A Skylit Drive, pubblicato il 23 gennaio 2007. L'EP è l'unico lavoro realizzato con il cantante Jordan Blake.
Un video musicale è stato pubblicato per il brano Drown the City, diretto da Brianna Campbell.

## Tracce
1. Ability to Create a War – 1:30
2. Drown the City – 4:48
3. The All-Star Diaries – 4:12
4. Hey Nightmare, Where Did You Get Them Teeth? – 5:03
5. The Past, the Love, the Memory – 3:00
6. A Reason for Broken Wings – 4:28
7. According to Columbus... – 4:34

## Formazione
- Jordan Blake – voce melodica
- Joey Wilson – chitarra solista
- Nick Miller – chitarra ritmica
- Brian White – basso, voce death
- Kyle Simmons – pianoforte, tastiera, programmazione
- Cory La Quay – batteria, percussioni, voce secondaria